# Hydaticus rivanolis
Hydaticus rivanolis är en skalbaggsart som beskrevs av Wewalka 1979. Hydaticus rivanolis ingår i släktet Hydaticus och familjen dykare. Inga underarter finns listade i Catalogue of Life.